# 30722 Biblioran
30722 Biblioran è un asteroide della fascia principale. Scoperto nel 1978, presenta un'orbita caratterizzata da un semiasse maggiore pari a 2,7180131 UA e da un'eccentricità di 0,3346279, inclinata di 11,17726° rispetto all'eclittica.